# Dolmen de la Mouise-Martin
Le dolmen de la Mouise-Martin est situé à Tripleville  dans le département de Loir-et-Cher.

## Protection
L'édifice a fait l’objet d’une inscription au titre des monuments historiques par arrêté du 12 novembre 1979.

## Description
L'édifice est un dolmen à portique orienté est-ouest. La chambre rectangulaire mesure 4,20 m de long sur 2 m de large. Elle était à l'origine recouverte par deux tables de couverture, dont une sub-trapézoïdale (3,30 m par 3 m) est demeurée en place. La seconde table mesure 2,05 m sur 1,60 m. Elle a été remise en place par le génie militaire en décembre 1969. La chambre est délimitée par une dalle de chevet à l'ouest, trois orthostates au sud et deux au nord. L'entrée, à l'ouest, est en partie fermée par une petite dalle (1 m par 0,30 m et 0,90 m). Elle était précédée d'un portique, désormais effondré, qui était surmonté d'une table de couverture (2 m sur 1,70 m).
| Dalle                                                         | Longueur | Épaisseur | Largeur |
| ------------------------------------------------------------- | -------- | --------- | ------- |
| Chevet                                                        | 1,90 m   | 0,35 m    | 0,90 m  |
| Orthostate sud                                                | 1,50 m   | 0,85 m    | 0,95 m  |
| Orthostate sud                                                | 1,45 m   | 0,30 m    | 0,90 m  |
| Orthostate sud                                                | 1,50 m   | 0,50 m    | 0,90 m  |
| Orthostate nord                                               | 1,55 m   | 0,40 m    | 0,80 m  |
| Orthostate nord                                               | 2,35 m   | 0,60 m    | 0,85 m  |
| pilier sud du portique                                        | 1 m      | 0,30 m    | 0,90 m  |
| Données : Inventaire des mégalithes de France, 3-Loir-et-Cher |          |           |         |

Le tumulus est encore en partie visible. Il mesure 11 m de long sur 8 m de large pour 1 m de hauteur. Toutes les dalles sont en calcaire de Beauce prélevé sur place.